# Hospiz St. Christoph am Arlberg

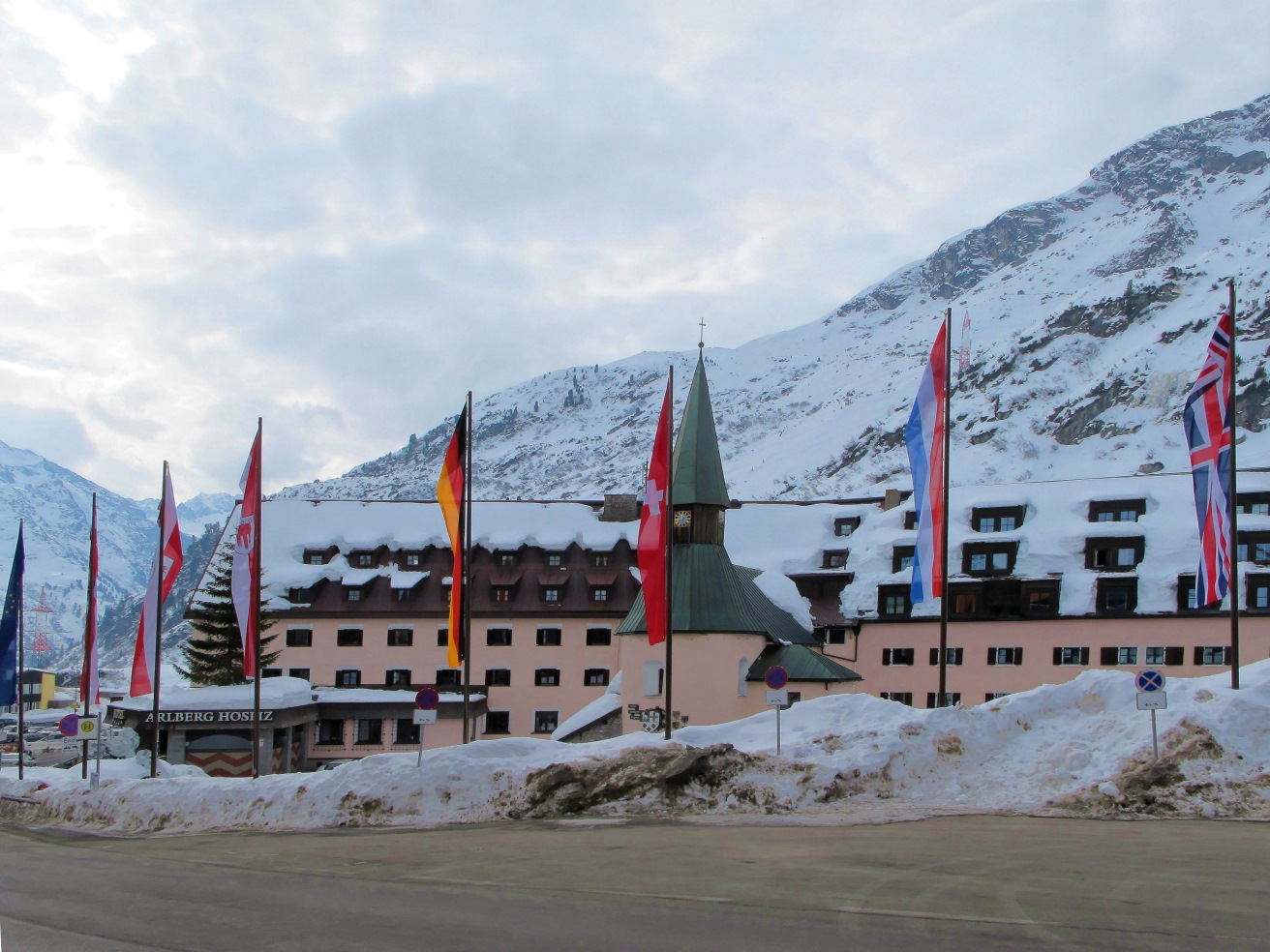
Hospiz und Christophoruskapelle (2011)

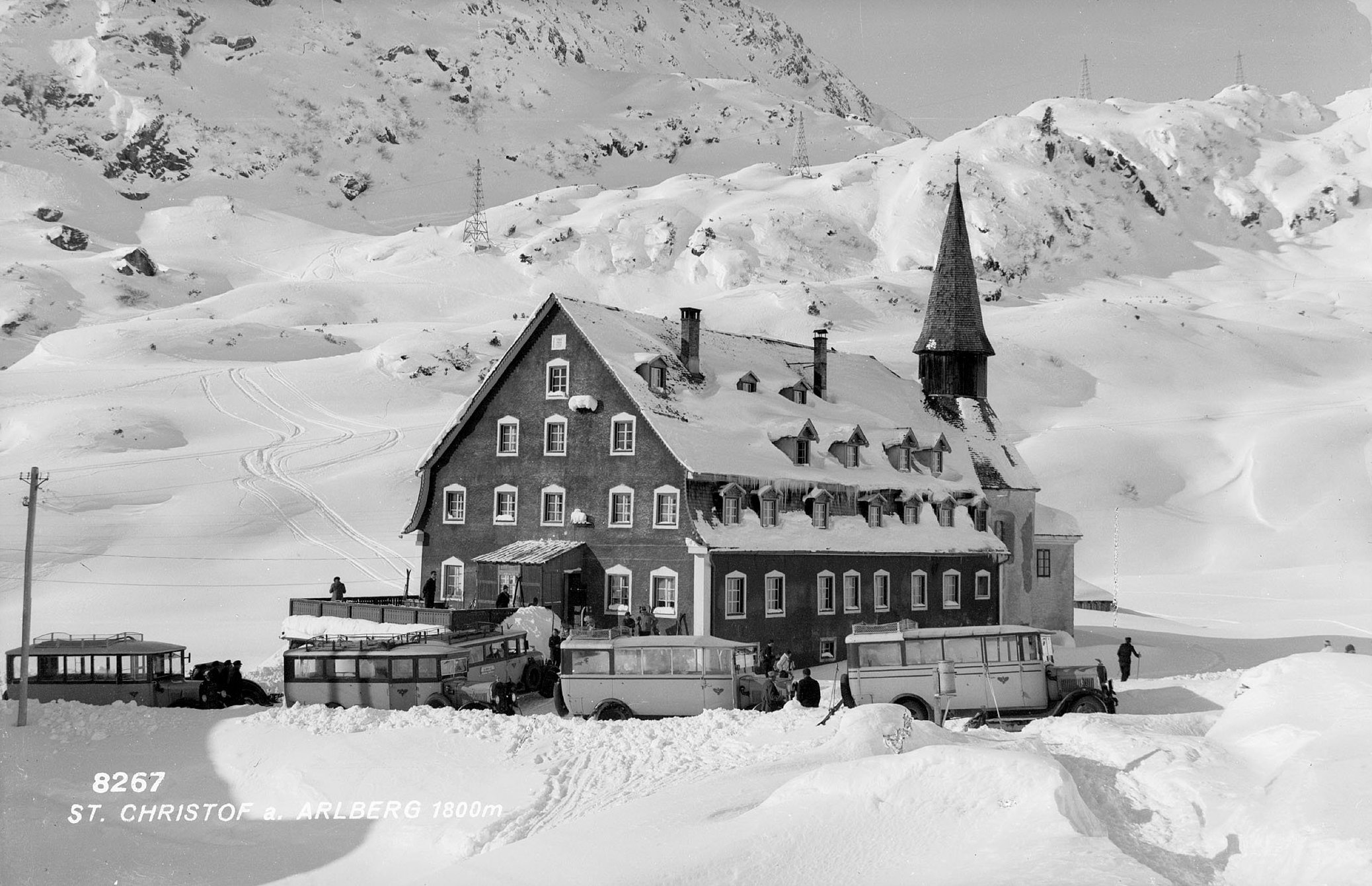
Hospiz und Christophoruskapelle (1940)

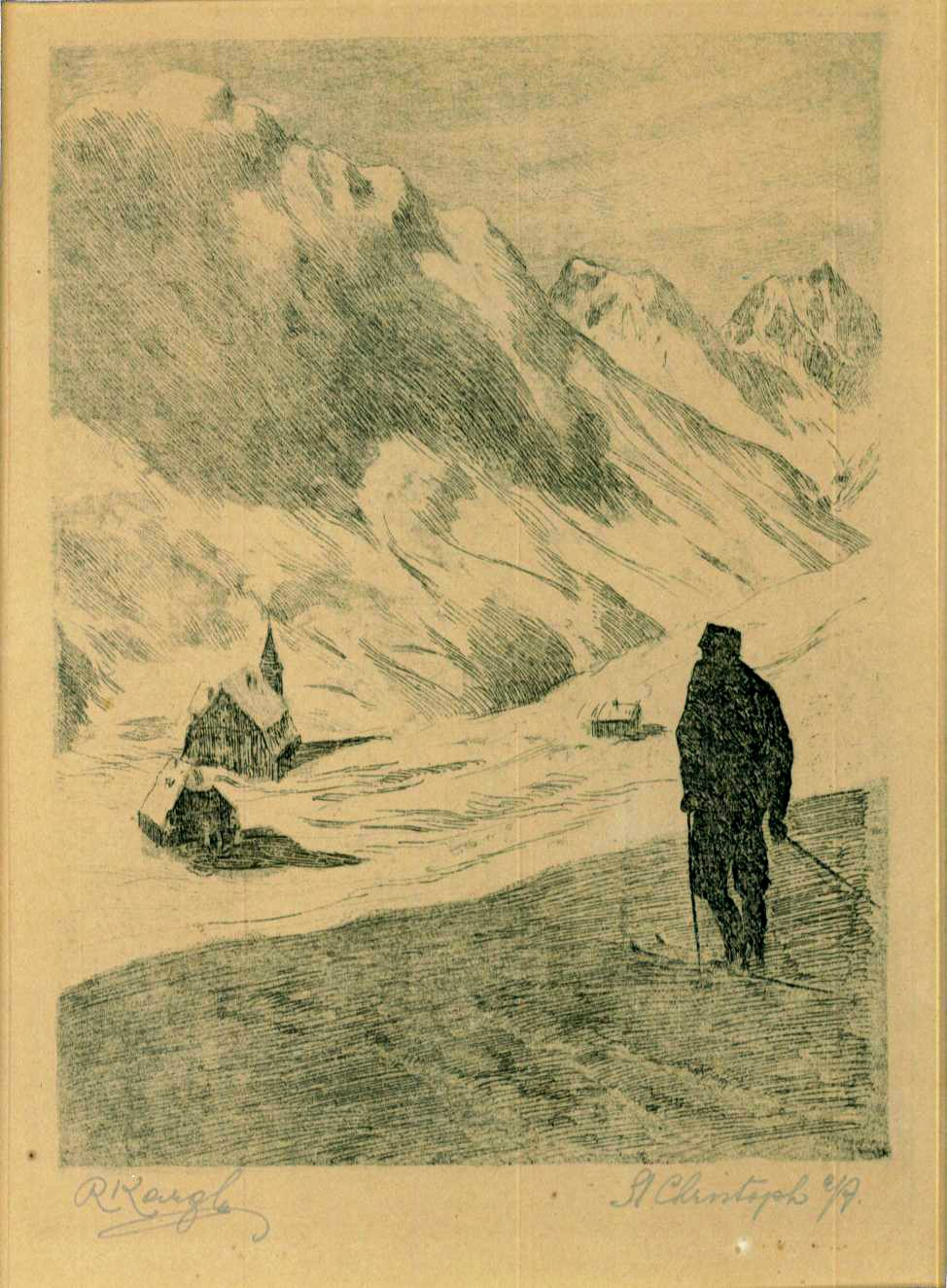
Schifahrer mit Blick auf Arlbergpass und Hospiz, Rudolf Kargl 1917

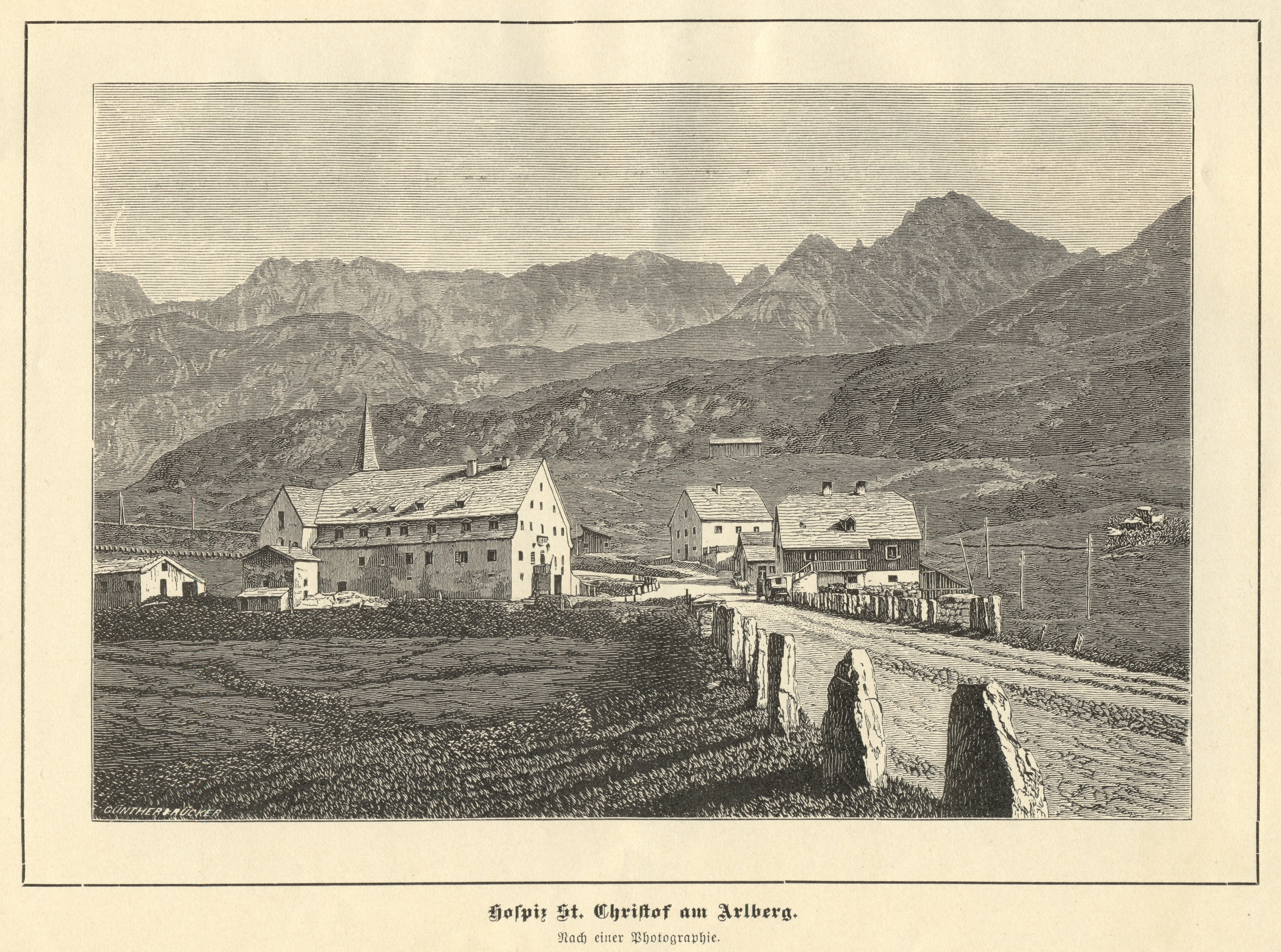
Hospiz und Christophoruskapelle (1889)

Das Hospiz St. Christoph am Arlberg ist ein Gebäudekomplex in St. Christoph am Arlberg in der Gemeinde St. Anton am Arlberg in Tirol.

## Geschichte
Das im 14. Jahrhundert erbaute Hospiz soll von einem Schweinehirten namens Heinrich, einem Findelkind aus Kempten im Allgäu, erbaut worden sein. Heinrich soll der Legende nach auf der Burg Arlen bei Nasserein (heute ein Ortsteil von Sankt Anton am Arlberg) gearbeitet haben. Da immer wieder Menschen auf der Durchreise am Arlberg tödlich verunglückten, begann er Spenden für den Bau einer Schutzhütte zu sammeln. Herzog Leopold III. von Österreich soll ein Stück Land auf der Arlbergpasshöhe gestiftet haben, wo Heinrich im Jahr 1386 mit seinen Gehilfen die Herberge errichtete, die lange Zeit als einzige Einrichtung Reisenden Schutz vor Wetterkapriolen bot. Um die Einrichtung dauerhaft zu unterhalten, gründete Heinrich die Bruderschaft St. Christoph (strittig). Die mit der Zeit zahlreicher gewordenen Mitglieder sammelten dafür nicht nur im eigenen Land Spenden, sondern unter anderem auch in Frankreich, Italien, Polen und der Schweiz. Papst Bonifaz IX. erlaubte 1397 schließlich den Bau einer Kapelle.
 Angebunden an das Hospiz befindet sich seitdem die Kapelle St. Christoph am Arlberg, errichtet durch Heinrich Findelkind, 1398 geweiht, 1644 und Ende des 19. Jahrhunderts erneuert.
Eine Fahrt über den Arlberg – wohl auch mit Besuch des Hospizes – inspirierte Franziska von Hoffnaaß, das Libretto für das Oratorium Christoforus zu schreiben, das anschließend von ihrem Ehemann Josef Rheinberger vertont und 1882 uraufgeführt wurde.
Mit dem Bau des Arlbergtunnels 1884 verlor das Hospiz an Bedeutung, da nur noch wenige Reisende den beschwerlichen Weg über den Berg wählten. Die Herberge verfiel zunehmend, wurde aber schließlich unter Denkmalschutz gestellt. Erst mit dem Aufkommen des Skisports ab 1900 kam dem Hospiz – und damit Sankt Christoph – wieder besondere Bedeutung zu. Am 3. Januar 1901 wurde im Hospiz der Ski-Club Arlberg gegründet.
Im Jahr 1955 kaufte Arnold Ganahl den damals noch als Gasthof Hospiz bekannten Bau und restaurierte diesen grundlegend. Anfang 1957 brannte der Gebäudekomplex aus ungeklärter Ursache ab; auch die Kapelle wurde dabei zerstört. Der Eigentümer Ganahl veranlasste zunächst den Wiederaufbau des Hospizes, und zu Weihnachten 1959 wurde es als Hotel wieder eröffnet. Die Kapelle wurde ab 1959 wiederaufgebaut, da dies Bedingung für die Neugründung der Bruderschaft war, welche von Ganahl, Stefan Kruckenhauser und Kaplan Richard Robin initiiert wurde. 1962 konnte die Kapelle wieder eingeweiht werden. Die Kapelle wird durch eine Figur des hl. Christophorus von Josef Rifesser aus dem Jahre 1909 geziert. Es finden sich auch Fresken von Fred Hochschwarzer aus dem Jahre 1962 und  Glasgemälde von Martin Häusle aus dem Jahre  1962.
Die Kapelle steht unter Denkmalschutz (Listeneintrag).

## Hilfeleistung
Das Hospiz hatte über Jahrhunderte die Aufgabe, Verirrten und Erschöpften zu Hilfe zu kommen. Dabei bediente sich bereits Heinrich Findelkind Methoden, die so oder ähnlich auch von anderen Passhospizen ausgeübt wurden und sich bewährt hatten. Es ging an jedem Abend der Hospizwirt bzw. seine Knechte (im Winter mit Schneereifen) hinaus in alle möglichen Richtungen. Fanden sie einen Verunglückten, trugen sie ihn in die Herberge. Bis er zur Weiterreise fähig war, wurde ihm Unterkunft, Hilfe und Verpflegung gewährt. War er vermögend, musste er die Leistungen bezahlen. Schnell einfallender Nebel, plötzliche Kälteeinbrüche, Wetterumschwüng mit Sturm, Regen, Hagel, konnten auch im Hochsommer Reisende im Gebirge in Not bringen.